# 1973

## Події

### Наука
- б.д. — Засновано Український науковий інститут Гарвардського університету.
- б.д. — вийшла друком перша у світі «Енциклопедія кібернетики» за редакцією В. Глушкова (українською мовою, Київ).
- 3 грудня — Американський «Піонер-10» («Пайонір-10») став першим космічним апаратом який пролетів біля Юпітера.

- Абдус Салам, Шелдон Лі Ґлешоу та Стівен Вайнберг передбачили існування нейтральних струмів.

## Народились
див. також Категорія:Народились 1973
- 13 січня — Микола Васильков, український телевізійний ведучий, спортивний репортер.
- 14 січня — Василь Кардаш, український футболіст.
- 20 січня — Руслан Гончаров, український фігурист, призер Олімпійських ігор.
- 27 січня — Валентин Белькевич, білоруський та український футболіст.
- 12 лютого — Тара Стронг, канадська акторка.
- 24 лютого — Ростислав Валіхновський, український пластичний хірург.
- 24 березня — Джим Парсонс, американський актор, відомий завдяки комедійному серіалу «Теорія великого вибуху».
- 6 квітня — Фоззі (Олександр Сидоренко), український співак, вокаліст гурту ТНМК.
- 10 квітня — Роберто Карлос, бразильський футболіст.
- 28 квітня — Оксана Марченко, українська телеведуча.
- 4 травня — Олена Коляденко, український хореограф, режисер.
- 24 травня — Руслана, українська співачка, переможець «Євробачення-2004».
- 29 травня — Gena Viter, український співак та телепродюсер.
- 30 травня — Наталія Мосейчук, українська журналістка, телеведуча програми ТСН.
- 31 травня — Ніна Лемеш, українська біатлоністка.
- 3 червня — Олександр Денисов, український спортивний журналіст, телеведучий.
- 24 червня — Едуард Цихмейструк, український футболіст.
- 3 липня — Патрік Вілсон,  американський актор та співак.
- 8 липня — Валерій Залужний, український воєначальник, генерал. Головнокомандувач ЗСУ.
- 13 липня — Дмитро Михайленко, український футболіст, тренер.
- 23 липня — Ігор Гнєзділов, український актор кіно, телебачення та дубляжу.
- 30 липня — Варвара, російська етно-поп-співачка та музикантка, заслужена артистка Росії.
- 31 липня — Олег Винник, український співак.
- 4 серпня — Віра Цвіткіс, російська актриса театру.
- 6 серпня — Віра Фарміґа, американська кіноакторка українського походження.
- 7 серпня — Горшеньов Михайло Юрійович, рок-музикант, засновник, один із двох фронтменів та вокалістів (разом з Андрієм Князєвим) панк-рок-гурту «Король і Блазень». (пом. у 2013).
- 9 серпня — Олександр Пономарьов, український співак, композитор.
- 11 серпня — Віталій Косовський, український футболіст.
- 13 серпня — Олеся Жураківська, українська акторка театру і кіно.
- 17 серпня — Вікторія Тігіпко, українська громадська діячка, президент Одеського міжнародного кінофестивалю.
- 18 серпня — Володимир Вірчис, український боксер-професіонал.
- 22 серпня — Крістен Віг, американська актриса.
- 12 вересня — Пол Вокер, американський актор та колишня модель.
- 13 вересня 
  - Фабіо Каннаваро, італійський футболіст.
  - Юрій Крапов, український гуморист, актор студії Квартал-95.
- 18 вересня — Джеймс Марсден, американський кіноактор.
- 2 жовтня — Андрій Данилко, український співак, композитор, відомий під жіночим альтер-его Вєрки Сердючки.
- 3 жовтня — Нів Кемпбелл, канадська кіноакторка.
- 3 жовтня — Ліна Гіді, англійська акторка.
- 6 жовтня — Йоан Гріффідд, валлійський актор театру, телебачення та кіно.
- 19 жовтня — Олександр Хацкевич, білоруський футболіст, тренер.
- 16 листопада — Андрій Бурим, український актор та шоумен.
- 29 листопада — Раян Гіггз, валійський футболіст.
- 2 грудня — Моніка Селеш, американська тенісистка югославського походження.

## Померли
Дивись також Категорія:Померли 1973
- 22 січня — Ліндон Джонсон, 36-й президент США (*1908).
- 14 травня — Елмер Сноуден, американський джазовий банджоїст і гітарист (*1900).
- 20 липня — Брюс Лі, китайський та американський кіноактор, майстер та легенда бойових мистецтв
- 22 листопада — Мушак Юрій Федорович, перекладач, педагог, літературознавець (*1904)
- 17 грудня — Чарльз Грілі Аббот, американський астроном
- 23 грудня — Джерард Петер Койпер, нідерландський і американський астроном
- 29 грудня  — Кобитєв Євген Степанович, Саветскі художнік i пісьменік

## Нобелівська премія
- з фізики: Лео Есакі та Айвар Джайєвер — «За експериментальні відкриття туннельних явищ в напівпровідниках і надпровідниках»; Брайан Девід Джозефсон — «За теоретичне передбачення властивостей струму, що проходить через тунельний бар'єр, зокрема явищ, загальновідомих нині за назвою ефектів Джозефсона»
- з хімії: Ернст Отто Фішер та Джефрі Вілкінсон — «За новаторську, виконану незалежно один від одного, роботу в області хімії металоорганічних, так званих сандвічевих, сполук»
- з медицини та фізіології: Карл Фріш, Конрад Лоренц та Ніколас Тінберген — «За відкриття, що стосуються організації та виявлення індивідуальних та соціальних моделей поведінки»
- з економіки: Леонтьєв Василь Васильович — «За розвиток методу «витрати-випуск» та за його застосування до важливих економічних проблем»
- з літератури: Патрік Вайт
- премія миру: Генрі Кіссинджер — «На знак визнання заслуг у зв'язку з перемир'ям у В'єтнамі»; Ле Дих Тхо — «На знак визнання заслуг у зв'язку з перемир'ям у В'єтнамі»